# The Darjeeling Limited
The Darjeeling Limited er en amerikansk komedie-dramafilm instrueret af Wes Anderson og produceret i 2006/2007 af Fox Searchlight. Manuskript er skrevet af Wes Anderson og Roman Coppola i samarbejde med Jason Schwartzman. Optagelserne til filmen begyndte i december 2006 og varede til marts 2007. Filmen havde premiere i efteråret 2007.

## Handling
Filmen handler om tre brødre, spillet af Owen Wilson, Adrien Brody og Jason Schwartzman, der tager et tog (Darjeeling Ltd'et) og kører gennem Indien. I filmen medvirker også Amara Karan, Anjelica Huston og Natalie Portman. Bill Murray har en cameo optræden.

## Medvirkende
- Owen Wilson
- Adrien Brody
- Jason Schwartzman
- Amara Karan
- Anjelica Huston
- Natalie Portman
- Bill Murray

## Eksterne Henvisninger
- The Darjeeling Limited på Internet Movie Database (engelsk)
- The Darjeeling Limited på Filmdatabasen
- The Darjeeling Limited på Scope
- The Darjeeling Limited i Svensk Filmdatabas (svensk)
- The Darjeeling Limited på AlloCiné (fransk)
- The Darjeeling Limited på MovieMeter (nederlandsk)
- The Darjeeling Limited på AllMovie (engelsk)
- The Darjeeling Limited hos American Film Institute (engelsk)
- The Darjeeling Limited hos British Film Institute (engelsk)
- The Darjeeling Limiteds profil hos Encyclopædia Britannica Online (engelsk)
- Bekendtgørelse af denne nye titel Arkiveret 12. marts 2007 hos  Wayback Machine
- Owen Wilson nævner filmen i et interview